# Julio de la Cueva Merino
Julio de la Cueva Merino (Santander, 1964) es un historiador español, profesor de la Universidad de Castilla-La Mancha y autor de varios estudios sobre el anticlericalismo en España.
Ha escrito obras como Clericales y anticlericales. El conflicto entre confesionalidad y secularización en Cantabria (1875-1923) (Universidad de Cantabria, 1994), Guerra civil y violencia anticlerical en Cataluña: un ensayo de interpretación (Instituto Universitario Ortega y Gasset, 2001); o Laicismo y catolicismo. El conflicto político-religioso en la segunda república (Universidad de Alcalá, 2009), esta última junto a Feliciano Montero, entre otras.
También ha sido editor, entre otros, de trabajos como La secularización conflictiva: España (1898-1931) (2007) o Izquierda obrera y religión en España (1900-1939) (2008), ambos junto Feliciano Montero.